# Пйотр Дунін із Правковиців
Пйотр Дунін із Правковиців, Пйотр із Правковиців гербу Лебідь (нар. бл. 1415 — пом. 20 травня 1484) — військовий і державний діяч Королівства Польського, королівський придворний (1455—1457), войський більший сєрадзький (1456), надвірний маршалок (1459—1463), підкоморій сандомирський (1460—1477), каштелян сєрадзький (1478—1480), Бжесць-Куявський воєвода (1481—1484); гетьман затяжного війська (1462), староста ленчицький (1472—1484), мальборкський (1478—1484).

## Життєпис
Пйотр народився близько 1415 року в сім'ї Кристина зі Скшинського, Правковиців і Шьмілова та його дружини Катажини. Його рідним дядьком був підканцлер коронний Домінік Дунін зі Скшинського.
Про молоді роки Пйтора нічого не відомо, проте, схоже, він міг навчатися за межами Польщі, або, можливо, брав участь у війнах за кордоном, оскільки пізніше він демонстрував значні військові тактичні навички. Військову кар'єру він розпочав досить пізно. 1455 року як королівський придворний взяв участь у поході на Ласін. 1456 року став придворним Казимира Ягеллончика й отримав посаду войського більшого сєрадзького.
Деякі дослідники вважають, що Пйотр був протягом 1459—1479 років бурґграфом краківським. Проте, ймовірно, протягом XV століття жили майже одночасно два Пйотри Дуніни з Правковиців і Моравян, які були, можливо, двоюрідними братами. Один із них, бурґграф краківський (1459—1479) мав дружину Ельжбету, синів Пйотра, Анджея та Дуніна, помер перед 28 січня 1485 року. Зокрема, протягом 1461—1462 років він перебував у Кракові й виконував свої обов'язки бурґграфа. Тому інший Пйотр Дунін цю посаду аж ніяк не міг займати, бо перебував у цей час у Пруссії та брав участь у військових діях.
Під час тринадцятирічної війни, за неприсутності біля монарха чинного надвірного маршалка Яна Бейзата з Мокрського, протяго 1459—1463 років Пйотр Дунін виконував маршалківські функції. Цей уряд передбачав, зокрема, командування надвірними хоругвами. З цими обов'язками він супроводжував короля під час походу до Пруссії. 1460 року отримав посаду підкоморія сандомирського. 19 грудня 1461 року представляв короля на з'їзді Станів Прусських у Ельблонзі, де обговорювалися питання оборони Нижньої Пруссії від наступу тевтонців.
Надалі Пйотр Дунін був воєначальником королівських затяжних військ. Його тактичний талант і послідовність, з якою він намагався відрізати орден від отримання підкріплень з Німеччини, в результаті посприяли перемозі Польщі. Він був командиром з великим авторитетом, але водночас і нещадною людиною, яка твердою рукою підтримувала дисципліну у своїх затяжних загонах. Зокрема, в липні-серпні 1462 року він разом із ґданським флотом здійснив успішну висадку в Самбії. Коли після зайняття міста Фішгаузен на Земландському півострові серед вояків виникла суперечка про розподіл здобичі, він наказав спалити місто, усунувши предмет суперечки.
Дунін тріумфував у битві під Шьвециним 17 вересня 1462 року. Він поєднав вміле використання кінноти, піхоти та табору, якими свого часу блискуче користувався ватажок гуситів Ян Жижка. Відбивши атаки ворога, польське військо пішло в контратаку й захопило тевтонський табір. Під час битви загинуло близько 75 % тевтонських сил, включно з їхнім командувачем Фріцом фон Равенеком. Побачивши цю нищівну поразку, Ерік Померанський, який йшов на допомогу тевтонським лицарям, відступив. Під час цієї битви Дунін був поранений в стегно гарматним пострілом.
У грудні 1462 року в одному з документів Пйотр Дунін назвав себе лат. campiductor — гетьманом. Вже тоді він, імовірно, був головнокомандувачем (гетьманом) польських затяжних військ у Пруссії, решта керманичів перейшли під його командування. На цій підставі деякі історики стверджували, що Дунін був першим в історії коронним гетьманом. Однак це перебільшене твердження.

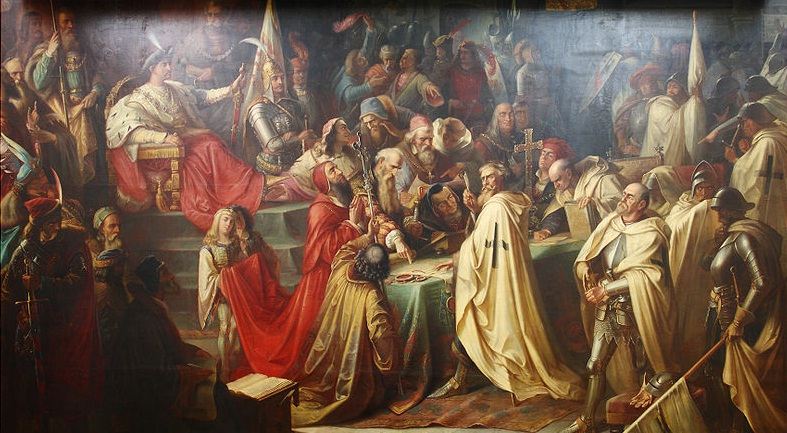
Мар'ян Ярочинський, Трактат Торунський (1870—1873). Під прапором, праворуч від короля, стоїть гетьман королівський, Campiductor Supremus Пйотр Дунін.

1464 року Пйотр Дунін захопив Ґнєв і змусив до капітуляції Нове. 1466 року він захопив Хойниці, останній пункт опору Тевтонського ордену в Померанії. Падіння Хойниців змусило тевтонських лицарів укласти мир. Дунін виступив одним із гарантів Торунського миру 1466 року.
Каспер Несецький згадує, що Дунін здійснив посольство до Чехії та Угорщини, «де своєю хоробрістю все заспокоїв».
2 жовтня 1471 року на чолі 12 тисяч жовнірів вирушив разом із королевичем Казимиром у безуспішний похід для здобуття для останнього угорського престолу, під час якого війська через Егер змогли дійти лише до Нітри.
1473 року Пйотр був послом до Станів Прусських, а через рік вів з ними переговори.
1474 року став старостою ленчицьким. 1476 тяжко захворів. Зрештою, Дунін одружав і вже 1477 року керував разом із сином Яном званим Бялим (Білим) польськими військами під час так званої війни священників (1478—1479) з єпископом вармінським Ніколаусом фон Тюнґеном.
Він залишався до кінця свого життя довіреним радником короля Казимира Ягеллончика та його представником у Королівській Пруссії. Наперекір місцевій шляхті, він 1478 року став старостою мальборкським, керівником найбагатшої королівщини в Польщі. На початку 1478 року був призначений каштеляном сєрадзьким, а наприкінці життя 1480 року отримав уряд Бжесць-Куявського воєводи. Проте, через вік і стан здоров'я безпосередньо командував військами його син Ян Білий, а Пйотр Дунін займався забезпеченням Мальборка та проводив переговори з Станами Прусськими. Після закінчення війни він мирно керував у Мальборку, був справедливим і твердим управителем, захищав селян від гноблення, охороняв права короля, опікувався замком, дотримувався чинних звичаїв.
1483 року Пйотр Дунін знову захворів. Помер 20 травня 1484 року в Ленчицькому замку.

## Вшанування пам'яті

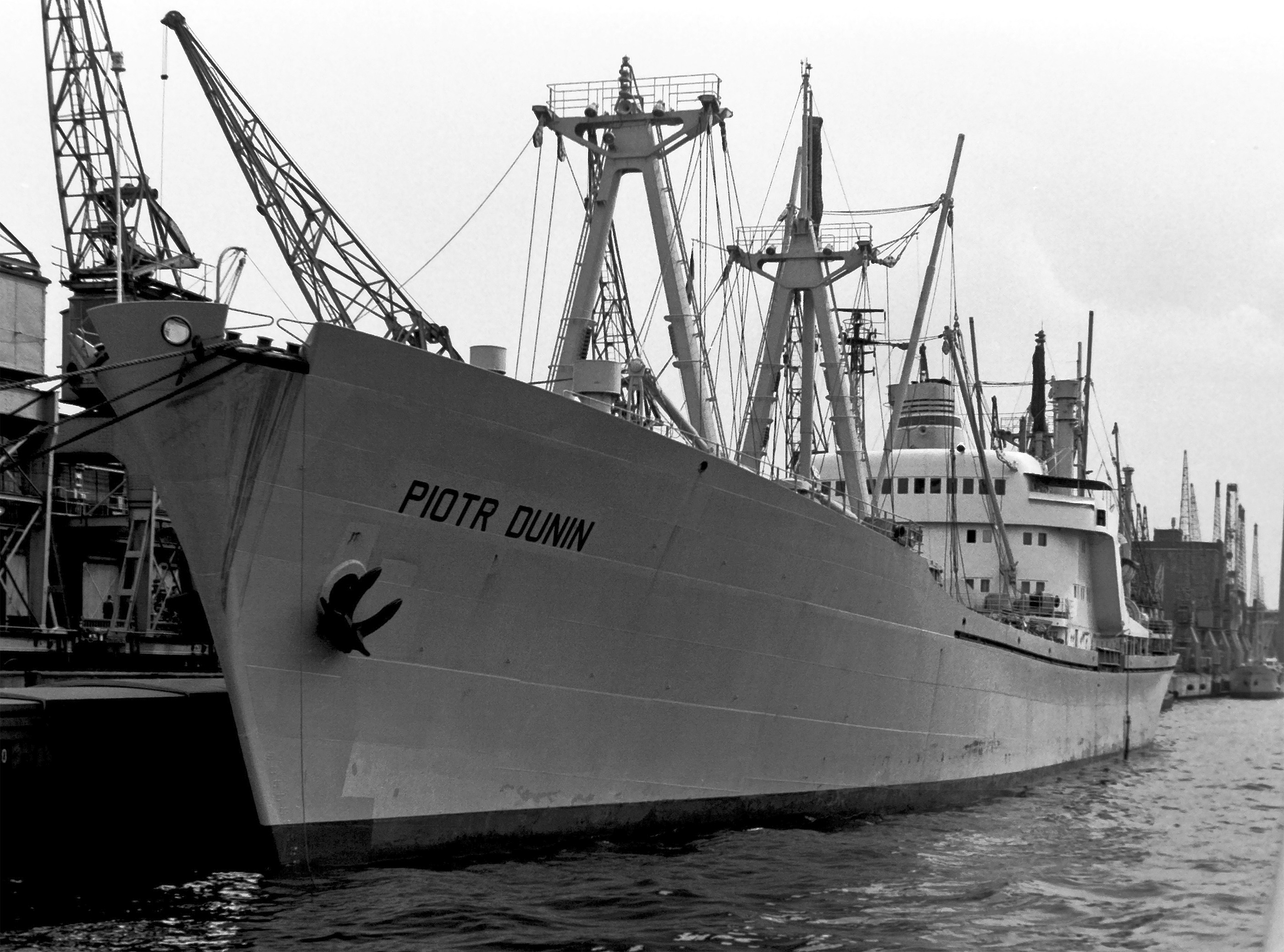
Теплохід Польських океанічних ліній «Пйотр Дунін», 1969 р.

У Парку Тисячоліття в Хойницях встановлений його дерев'яний пам'ятник-скульптура. На його честь також названі вулиці в деяких населених пунктах, зокрема в Устці та в Поґуже.

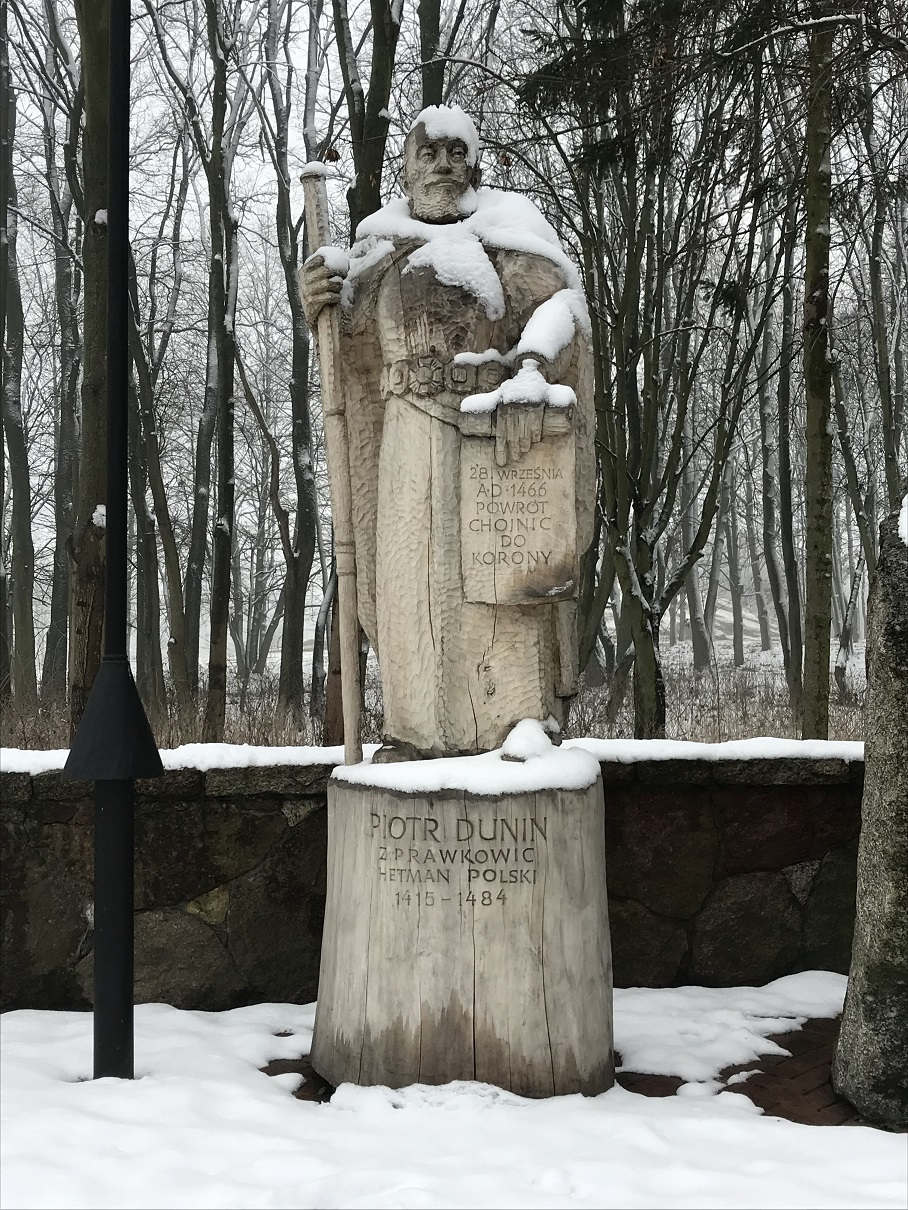
Пам'ятник Пйотру Дуніну в Хойницях, фото 2021 р.

На честь героя Тринадцятирічної війни був названий теплохід Польських океанічних ліній «Пйотр Дунін», збудований 1967 року. Він здійснював рейси на Індійській лінії протягом 1967—1992 років.

## Маєтності
Від батька Пйтор успадкував Правковиці та Шьмілов, отримав також Моравяни. 1457 року отримав від короля землі навколо Жечиці в нагороду за військові заслуги. 1471 року Дунін придбав міста Старий і Новий Уязд разом із замком та прилеглими селами у Станіслава Варшицького за 8 000 угорських флоринів і частину села Шьвєнте в Бжесць-Куявському повіті. Також придбав Заосе, Побєже, Заборув (тепер — Заборув-Перший і Заборув-Другий, Цеканув, Неборув, Лазисько, Хоженцин, Стажиці (тепер — частина Томашова-Мазовецького), Кучулув і Смардзевиці, розташовану неподалік Беліну, а також поблизу Ленчиці села Ґольбиці, Славенцин, Беськ. Окрім того, придбав також село Колюшки.

## Сім'я
З дружиною Вінцентиною Леженською (Лежанською) з Лежениців гербу Наленч мали 8 дітей:
- Анна — дружина Яна Олешьніцького з Бохотніци[pl];
- Ельжбета — дружина Пакоша зі Зволі;
- Ян званий Бялим (Білим, пом. 1522) — польський воєначальник, учасник «Війни священників», староста ричивульський;
- Ієронім;
- Анджей[pl] (пом. 1522) — Сєрадзький хорунжий більший, поборця й підстароста, староста болеславський, бжезьницький, конінський і пиздрський;
- Катажина — дружина N Пачолтовського;
- Якуб;
- Пйотр (пом. 1535) — придворний королівський, староста равський, болеславський і бжезьницький.